# Rudolf Kriele
Rudolf Kriele (* 4. August 1900 in Hongkong; † 1973) war ein deutscher Verwaltungsjurist und Landrat. Er durchlief verschiedene Stationen als Ministerialbeamter u. a. im Bundeskanzleramt.

## Leben
Am Ende des Ersten Weltkrieges (1918) leistete Kriele Kriegsdienst. Ab 1919 studierte er Volkswirtschaftslehre und Rechtswissenschaften, danach absolvierte er seinen juristischen Vorbereitungsdienst und promovierte. Seit 1919 war er Mitglied der Studentenverbindung AV Virtembergia Tübingen.
Von 1925 bis 1932 war er Regierungsassessor in den Landratsämtern in Hoechst und Opladen. Außerdem war er in der Stadtverwaltung Köln tätig. 1932/33 wurde er in das Oberpräsidium und die Regierung Schneidemühl versetzt. 1933 wechselte er in das Oberpräsidium nach Berlin. 1935 wurde er zum Landrat in Lübben berufen. 1937 wurde er als Landrat nach Sorau versetzt und wirkte im gleichnamigen Landkreis Sorau (Lausitz), um 1938 zunächst bei der Bezirkshauptmannschaft Friedland und von 1939 bis 1945 im Landkreis Gablonz an der Neiße im Reichsgau Sudetenland tätig zu sein.
Nach Ende des Zweiten Weltkrieges war er bis 1949 in der Privatwirtschaft tätig. Im Anschluss wirkte Kriele als Landesgeschäftsführer des Deutschen Roten Kreuzes in Hessen. 1952/53 war er im Bundesministerium des Innern tätig. In dieser Zeit war er Delegierter bei der Interimskonferenz der Europäischen Verteidigungsgemeinschaft. 1953 wechselte er an den Bundesrechnungshof. 1956 kam er in das Bonner Bundeskanzleramt. Bis 1958 war er dort Geschäftsführer des Bundesverteidigungsrates und Leiter des Referats 10. 1958/59 war er Leiter der Unterabteilung C. Von 1959 bis 1964 war er Abteilungsleiter I er im Bundesministerium für Atomenergie und Wasserwirtschaft (bzw. Bundesministerium für wissenschaftliche Forschung).
Danach war er bis 1966 Geschäftsführer der Gesellschaft für Strahlenforschung in Neuherberg. 1967 wurde er Vorsitzender des Vereins für das Deutschtum im Ausland.
Der Staatsrechtler Martin Kriele war sein Sohn.